# Gevrey-Chambertin
Gevrey-Chambertin is een gemeente in het Franse departement Côte-d'Or (regio Bourgogne-Franche-Comté). De plaats maakt deel uit van het arrondissement Dijon. Gevrey-Chambertin telde op 1 januari 2022 2.983 inwoners.
In Gevrey-Chambertin bevindt zich het rangeerterrein voor het spoorwegknooppunt Dijon. Ook liggen er binnen de gemeente veel wijnbouwgaarden van de Côte de Nuits, waaronder de grand cru Chambertin, waarvan de naam in 1847 werd toegevoegd aan het oorspronkelijke Gevrey. Een kaartje van het dorp met daarop de wijngaarden kan hier worden bekeken.

## Geografie
De oppervlakte van Gevrey-Chambertin bedraagt 24,77 km², de bevolkingsdichtheid is 123 inwoners per km² (per 1 januari 2019).
De onderstaande kaart toont de ligging van Gevrey-Chambertin met de belangrijkste infrastructuur en aangrenzende gemeenten.

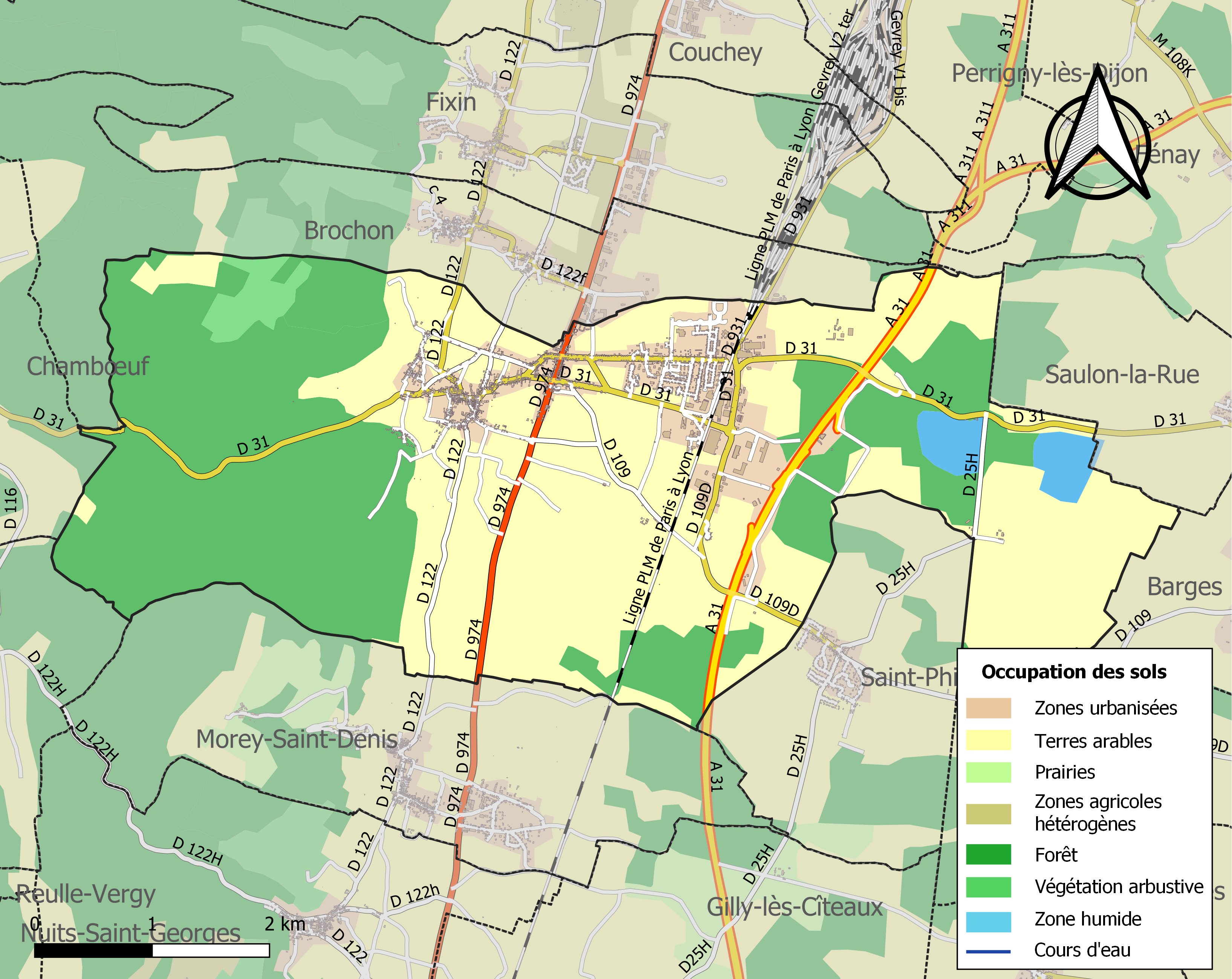

## Demografie
Onderstaande figuur toont het verloop van het inwonertal (bron: INSEE-tellingen).

## Sport
Gevrey-Chambertin was één keer etappeplaats in wielerkoers Ronde van Frankrijk. In 2024 won de Belg Remco Evenepoel er de tijdrit.